# Зумбул
Зумбул (тур. sümbül, лат. Hyacinthus) рода је монокотиледоних скривеносеменица из истоимене фамилије Hyacinthaceae, као и једине врсте тог рода, која природно (спонтано) расте у пределима југозападне Азије, од Мале Азије, преко Сирије, Либана, Израела и Ирака до Ирана. Постоје супспонтане популације у Далмацији и Грчкој. Природна станишта зумбула су камењари од приморја до високих планина (2000m н. в.).
Поједини аутори две врсте сродног рода Hyacinthella (H. litwonowii и H. transcaspicus) сврставају у род зумбула као врсте Hyacinthus litwinowii и Hyacinthus transcaspicus.

## Опис биљке[1]
Зумбул је вишегодишња зељаста биљка са подземним стаблом у виду луковице. Висине је до 50cm, са 4-12 приземних листова и једном цветном стабљиком која носи гроздасту цваст. Број цветова у цвасти је до 15 код самониклих и супспонтаних биљака, док се код гајених култивара може видети и по 50 цветова. Цвета током пролећа, цветови су веома мирисни, плаве, ружичасте, жуте или беле боје, хермафродитни. Листићи перигона су срасли у цев, са режњевима који штрче или се повијају те дају звонаст изглед читавом цвету. Опрашивање врше инсекти. Плод је округла локулицидна чаура. Семе је мрко-црно боје, са белим арилусом. Зумбул је мирмекохорна биљка.

## Значај зумбула
У источном Средоземљу зумбул се гаји од давнина, захваљујући јаком мирису цветова и захтевањем мало пажње при узгоју. Већи значај и популарност постиже у 18. веку у Европи, када се у Холандији ствара преко 2000 култивара и хибрида. Препоручене радње током узгоја су сађење луковица током септембра/октобра, додавање вештачких ђубрива током цветања (најчешће у марту) и уклањање свелих стабљика и листова (април-јун) како би се више енергије/хране магационирало у луковице.
Есенцијално уље зумбула се користи у парфимерији. Из цветова се добија плава боја. Биљни сок стабла може изазвати контактни дерматитис, а луковица је богата токсинима и отровна за сисаре.

## Зумбул у култури
Латинско име роду дато је по Хијакинту из грчке митологије, а широм природног ареала зумбули имају велику улогу у људској култури и уметности. Иранци њиме украшавају хафт син столове при дочеку Персијске нове године (Нороуз). Пророк Мухамед је говорио: „да имам два комада хлеба, продао бих један и купио зумбуле, јер они ће ми душу нахранити".
Назив за биљку је у српски језик вероватно дошао из турског (тур. sümbül — зумбул). У нашој народној књижевности зумбул је чест мотив — од метафоре за лепоту (нпр. зумбул девојче, у песми Стојанке, бела Врањанке) до алегорије (песма Љубавни растанак). Мотив зумбула је присутан и у лирици Алексе Шантића (песме Омар, Бехар, Емина) и Ђуре Јакшића (На Липару).